# William English (ingeniero)
William «Bill» K. English (Lexington, Kentucky; 27 de enero de 1929-San Rafael, California; 26 de julio de 2020) fue un ingeniero eléctrico estadounidense, que construyó, sobre las especificaciones de Douglas Engelbart, el primer ratón informático del mundo.

## Biografía

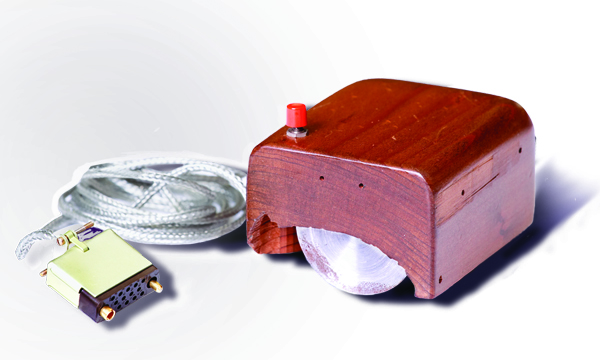
Prototipo del accesorio informático conocido como ratón o mouse, construido por el Ing. William English

English ingresó en 1950 en la Universidad de Kentucky, y obtuvo una maestría en 1962 en Stanford. En lo profesional, se vio involucrado en el desarrollo del ratón ya que trabajaba en el Augmentation Research Center de la SRI International.
En 1971, Bill English dejó la SRI, para pasar al Xerox PARC, donde trabajó y dirigió el Office Systems Research Group, y fue allí que desarrolló el mouse de esfera, substituyendo el conjunto original de ruedas del primitivo ratón. En 1989 dejó esta empresa, para trabajar en Sun Microsystems. Finalmente se jubiló en 1994.
Falleció el 26 de julio de 2020 en San Rafael (California) a causa de una insuficiencia respiratoria.